# Сент-Чарльз (парафія, Нью-Брансвік)
Сент-Чарльз (англ. Saint-Charles) — парафія в Канаді, у провінції Нью-Брансвік, у складі графства Кент.

## Населення
За даними перепису 2016 року, парафія нараховувала 1997 осіб, показавши зростання на 0,8%, порівняно з 2011-м роком. Середня густина населення становила 11,4 осіб/км².
З офіційних мов обидвома одночасно володіли 1 680 жителів, тільки англійською — 185, тільки французькою — 135. Усього 20 осіб вважали рідною мовою не одну з офіційних, з них 10 — одну з корінних мов.
Працездатне населення становило 56,5% усього населення, рівень безробіття — 24,6% (29,9% серед чоловіків та 18,9% серед жінок). 90,1% осіб були найманими працівниками, а 6,9% — самозайнятими.
Середній дохід на особу становив $34 201 (медіана $29 440), при цьому для чоловіків — $39 089, а для жінок $28 924 (медіани — $33 600 та $25 840 відповідно).
22,6% мешканців мали закінчену шкільну освіту, не мали закінченої шкільної освіти — 42,1%, 35,7% мали післяшкільну освіту, з яких 14,1% мали диплом бакалавра, або вищий.
| Статево-вікова структура населення | Статево-вікова структура населення | Статево-вікова структура населення | Статево-вікова структура населення | Статево-вікова структура населення |
| ---------------------------------- | ---------------------------------- | ---------------------------------- | ---------------------------------- | ---------------------------------- |
|                                    |                                    |                                    |                                    |                                    |
| Всього                             | Всього                             | 51,0%49,0%                         |                                    |                                    |
| 0 — 14 років                       | 0 — 14 років                       |                                    | 11,3%                              | 11,3%                              |
| 15 — 64 років                      | 15 — 64 років                      |                                    | 66,3%                              | 66,3%                              |
| 65 і більше                        | 65 і більше                        |                                    | 22,5%                              | 22,5%                              |
| 85 і більше                        | 85 і більше                        |                                    | 1%                                 | 1%                                 |
| 100 і більше                       | 100 і більше                       |                                    | 0,3%                               | 0,3%                               |
| Середній вік (років)               | Середній вік (років)               | 46,648,0                           | 47,3                               | 47,3                               |
| Медіана (років)                    | Медіана (років)                    | 50,351,6                           | 50,9                               | 50,9                               |
| — чоловіки — жінки                 |                                    |                                    |                                    |                                    |

| Походження мешканців:     | Походження мешканців:     | Походження мешканців: | Походження мешканців: | Походження мешканців: |
| ------------------------- | ------------------------- | --------------------- | --------------------- | --------------------- |
| Походження                |                           |                       | осіб                  | %                     |
| Корінні американці        | Корінні американці        |                       | 435                   | 21.75%                |
| Інше північноамериканське | Інше північноамериканське |                       | 1 545                 | 77.25%                |
| Європейське               | Європейське               |                       | 955                   | 47.75%                |
| британське                | британське                |                       | 320                   | 16%                   |
| французьке                | французьке                |                       | 765                   | 38.25%                |

| Зайнятість населення за галузями (за класифікацією NOC): | Зайнятість населення за галузями (за класифікацією NOC): | Зайнятість населення за галузями (за класифікацією NOC): | Зайнятість населення за галузями (за класифікацією NOC): | Зайнятість населення за галузями (за класифікацією NOC): |
| -------------------------------------------------------- | -------------------------------------------------------- | -------------------------------------------------------- | -------------------------------------------------------- | -------------------------------------------------------- |
|                                                          |                                                          |                                                          |                                                          |                                                          |
| Управління                                               | Управління                                               |                                                          | 3,6%                                                     | 3,6%                                                     |
| Бізнес, фінанси та адміністрування                       | Бізнес, фінанси та адміністрування                       |                                                          | 13,2%                                                    | 13,2%                                                    |
| Природничі та прикладні науки                            | Природничі та прикладні науки                            |                                                          | 1,5%                                                     | 1,5%                                                     |
| Охорона здоров'я                                         | Охорона здоров'я                                         |                                                          | 7,1%                                                     | 7,1%                                                     |
| Освіта, правозахист, муніципальні та урядові служби      | Освіта, правозахист, муніципальні та урядові служби      |                                                          | 9,1%                                                     | 9,1%                                                     |
| Мистецтво, культура, відпочинок та спорт                 | Мистецтво, культура, відпочинок та спорт                 |                                                          | 1%                                                       | 1%                                                       |
| Роздрібна торгівля та послуги                            | Роздрібна торгівля та послуги                            |                                                          | 19,3%                                                    | 19,3%                                                    |
| Гуртова торгівля, транспорт та обладнання                | Гуртова торгівля, транспорт та обладнання                |                                                          | 22,3%                                                    | 22,3%                                                    |
| Природні ресурси, сільське господарство                  | Природні ресурси, сільське господарство                  |                                                          | 11,7%                                                    | 11,7%                                                    |
| Виробництво                                              | Виробництво                                              |                                                          | 11,2%                                                    | 11,2%                                                    |

## Клімат
Середня річна температура становить 5°C, середня максимальна – 23,1°C, а середня мінімальна – -15,6°C. Середня річна кількість опадів – 1 208 мм.
| Клімат поселення                              | Клімат поселення | Клімат поселення | Клімат поселення | Клімат поселення | Клімат поселення | Клімат поселення | Клімат поселення | Клімат поселення | Клімат поселення | Клімат поселення | Клімат поселення | Клімат поселення | Клімат поселення |
| Показник                                      | Січ.             | Лют.             | Бер.             | Квіт.            | Трав.            | Черв.            | Лип.             | Серп.            | Вер.             | Жовт.            | Лист.            | Груд.            |                  |
| Середній максимум, °C                         | −3,63            | −2,48            | 2,70             | 8,75             | 15,48            | 21,12            | 23,12            | 22,32            | 17,34            | 11,46            | 5,45             | −2               |                  |
| Середня температура, °C                       | −9,62            | −8,47            | −3,28            | 2,77             | 9,49             | 15,14            | 19,13            | 18,31            | 13,34            | 7,45             | 1,45             | −6               |                  |
| Середній мінімум, °C                          | −15,61           | −14,46           | −9,27            | −3,2             | 3,50             | 9,16             | 15,13            | 14,31            | 9,33             | 3,44             | −2,56            | −10,01           |                  |
| Норма опадів, мм                              | 120              | 90               | 103              | 102              | 104              | 88               | 108              | 86               | 86               | 93               | 113              | 115              |                  |
| Середньомісячна швидкість вітру, м/с          | 4.70             | 4.56             | 4.69             | 4.54             | 4.21             | 3.77             | 3.45             | 3.41             | 3.74             | 4.20             | 4.45             | 4.73             |                  |
| Середньомісячна сонячна радіація, кДж/м²·день | 5206             | 8642             | 12433            | 15240            | 18183            | 20303            | 19976            | 17485            | 13029            | 8227             | 4816             | 3939             |                  |
| --------------------------------------------- | ---------------- | ---------------- | ---------------- | ---------------- | ---------------- | ---------------- | ---------------- | ---------------- | ---------------- | ---------------- | ---------------- | ---------------- | ---------------- |
| Джерело:                                      |                  |                  |                  |                  |                  |                  |                  |                  |                  |                  |                  |                  |                  |